# Károly Bakos
Károly Bakos (Budapest, 2 marzo 1943) è un ex sollevatore ungherese medagliato olimpico e mondiale che ha gareggiato nelle categorie dei pesi medi (fino a 75 kg.) e dei pesi massimi leggeri (fino a 82,5 kg.).

## Carriera
Nel 1968 partecipò alle Olimpiadi di Città del Messico nella categoria dei pesi medi, riuscendo a terminare sul podio olimpico con la medaglia di bronzo ottenuta sollevando 440 kg. nel totale di tre prove, alle spalle del sovietico Viktor Kurencov (475 kg.) e del giapponese Masashi Ōuchi (455 kg.). In quella edizione dei Giochi, la competizione olimpica di sollevamento pesi era valida anche come Campionato mondiale.
Nel 1969 Bakos passò alla categoria superiore dei pesi massimi leggeri e prese parte ai Campionati mondiali ed europei di Varsavia, classificandosi al 2º posto con 487,5 kg. nel totale, stesso risultato del vincitore Masashi Ōuchi, conquistando pertanto la medaglia d'argento mondiale e la medaglia d'oro europea.
Dopo queste ultime affermazioni Bakos non conquistò altri podi nelle grandi competizioni internazionali.
Dopo il suo ritiro dall'attività agonistica si dedicò a quella di allenatore di sollevamento pesi.